# Timpuri Noi (companie)
Timpuri Noi a fost o platformă industrială din București.
A fost producător de compresoare, pompe și materiale de instalații.
Este amplasată pe un teren de 5,4 hectare, situat la circa un kilometru de Piața Unirii.
A fost privatizată în septembrie 2003, când Asociația Salariaților (PAS) a achiziționat de la Autoritatea pentru Privatizare un pachet de acțiuni reprezentând 69,9% din capitalul societății, pentru suma de 1,1 milioane euro.
Principalii acționari ai firmei sunt Asociatia Salariaților (73,6%) și SIF Muntenia (21,9%).
La sfârșitul anului 2008, datoria companiei era de la 68 milioane lei (circa 20 milioane euro).
În iulie 2010, divizia de investiții imobiliare a grupului suedez IKEA, Vastint Holding B.V., a achiziționat platforma Timpuri Noi pentru suma de 34,6 mil. euro, urmând a dezvolta un proiect „pe termen lung” care va cuprinde blocuri de locuințe și clădiri de birouri.
Fabrica a fost mutată într-o clădire construită în Jilava, la sud de București, unde lucrează aproximativ 130 de angajați.
Număr de angajați:
- 2011: 130[6]
- 2010: 271[2]
- 1990: 2.700[5]